# Lo mejor de mi vida
Lo mejor de mi vida es el quincuagésimo quinto álbum de la banda sinaloense mexicana El Recodo de Cruz Lizárraga, lanzado el 24 de noviembre de 1999 por el sello Fonovisa.
Entre los temas se destacan por 1999 Deja, No puedo vivir sin ti, Quiero que sepas, Me faltas tu, Te ofrezco un corazón y Moviendo la cadera; y en el 2000 entraron No me dejes nunca nunca, Yo se que te acordaras, Lo mejor de mi vida, Gracias por tu amor, Dale más duro y Las penas con pan son buenas (este último se lanzó a principios de 2001). El último tema del Disco 1 fue un homenaje al fallecido cantante José José siendo otro de los pocos discos homenajeando a un cantante, el primero a Juan Gabriel.
Este fue el último CD que tiene el antiguo logotipo siendo usado por 1980 hasta el año 2000.
Recibió una nominación a los Premios Grammy de 2000 en la categoría mejor álbum de banda.

## Lista de canciones
Disc 1

| N.º | Título                                                                           | Duración |  |
| 1.  | «Te Ofrezco Un Corazón»                                                          | 2:29     |  |
| 2.  | «No Me Dejes, Nunca, Nunca»                                                      | 3:04     |  |
| 3.  | «No Puedo Vivir Sin Ti»                                                          | 3:01     |  |
| 4.  | «Quiero Que Sepas»                                                               | 2:44     |  |
| 5.  | «Deja»                                                                           | 2:39     |  |
| 6.  | «Me Faltas Tu»                                                                   | 3:15     |  |
| 7.  | «Yo Se Que Te Acordarás»                                                         | 3:14     |  |
| 8.  | «Moviendo La Cadera»                                                             | 3:11     |  |
| 9.  | «Por Confiar En Ti»                                                              | 2:50     |  |
| 10. | «Homenaje a un Príncipe: Almohada / El Triste / Amar y Querer / Preso (Popurrí)» | 5:53     |  |

Disc 2

| N.º | Título                         | Duración |  |
| 1.  | «Lo Mejor De Mi Vida»          | 3:57     |  |
| 2.  | «Le Pido A Dios»               | 3:40     |  |
| 3.  | «Dale más duro»                | 2:46     |  |
| 4.  | «Que Me Perdone Dios»          | 2:36     |  |
| 5.  | «Gracias Por Tu Amor»          | 3:15     |  |
| 6.  | «Hola Mi Amor»                 | 3:12     |  |
| 7.  | «Las Penas Con Pan Son Buenas» | 2:49     |  |
| 8.  | «Recordándote»                 | 3:19     |  |
| 9.  | «Ya Te Olvidé»                 | 3:32     |  |
| 10. | «Cuando Llegaste Tú»           | 3:42     |  |